# 科卡托鎮區 (明尼蘇達州賴特縣)
科卡托鎮區（英語：Cokato Township）是位於美國明尼蘇達州賴特縣的一個行政鎮區

## 歷史
科卡托鎮區於1868年設立，得名自「中間」的苏语。

## 地方資料
科卡托鎮區的面積為88.26平方千米，當中陸地面積為84.79平方千米，而水域面積為3.47平方千米。根據2020年美國人口普查的數據，當地共有人口1369人，而人口密度為每平方千米15.51人。